# Operation Tracer

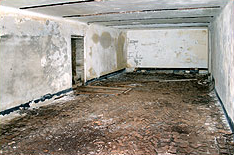
Hauptraum der Stay Behind Cave

Operation Tracer war eine geheime Militäroperation der Royal Navy im Zweiten Weltkrieg in Gibraltar, einem britischen Überseegebiet und Militärstützpunkt. Der Anstoß für die Militäroperation war der deutsche Plan von 1940, Gibraltar einzunehmen (Operation Felix). Die Idee zu Operation Tracer stammte von Konteradmiral John Henry Godfrey, dem Leiter der Naval Intelligence Division der Admiralität.

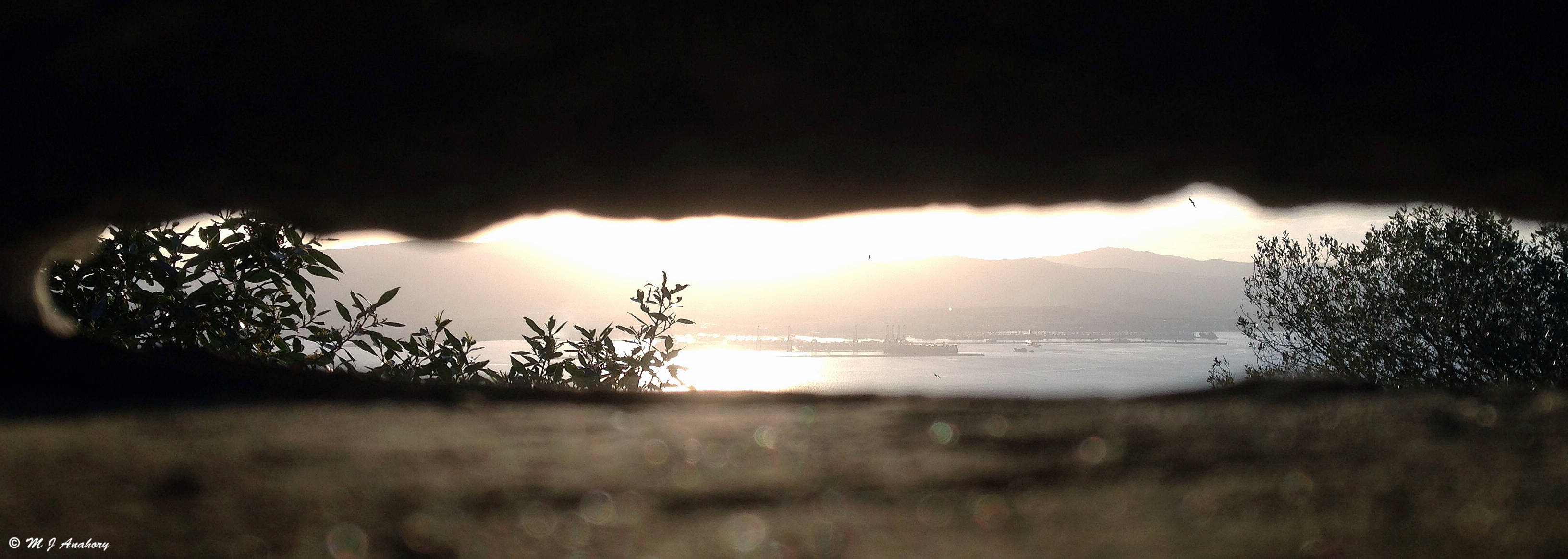
Blick über die Bucht von Gibraltar durch den Beobachtungsschlitz am westlichen Beobachtungsposten.

1941 beschloss Godfrey, in Gibraltar einen geheimen Beobachtungsposten einzurichten, der auch dann in Betrieb bleiben sollte, wenn Gibraltar an die Achsenmächte fiele. Bewegungen feindlicher Schiffe sollten dem Vereinigten Königreich gemeldet werden. Godfrey bat mehrere angesehene Berater um Unterstützung, um den Plan umzusetzen. Der Plan war so geheim, dass Godfrey Treffen mit seinen Beratern in seiner Privatresidenz und nicht in Whitehall abhielt.
Man entschied sich, den Posten unter Verwendung des Tunnelsystems von Lord Airey's Shelter zu errichten, dem unterirdischen Militärhauptquartier nördlich von Lord Airey's Battery. Die Artilleriebatterie befand sich auf dem oberen Grat des Felsens von Gibraltar, nahe dem südlichen Ende des heutigen Upper Rock Nature Reserve.
Der Bau begann Ende 1941 und war im Spätsommer 1942 abgeschlossen. Die Kammern dienten als doppelter Beobachtungsposten: ein Beobachtungsschlitz mit Blick auf die Bucht von Gibraltar und eine größere Öffnung mit Blick auf das Mittelmeer. Sechs Männer wurden für die Operation ausgewählt: ein Erster Offizier als Leiter, zwei Ärzte und drei Funker. Die Männer hatten sich freiwillig bereit erklärt, in der Höhle eingeschlossen zu werden, falls Gibraltar an eine fremde Macht fallen sollte.
Den Männern war klar, dass sie etwa ein Jahr lang in der Höhle eingeschlossen bleiben würden, es könnte jedoch auch viel länger sein, und sie hatten Proviant für einen siebenjährigen Aufenthalt gelagert. Der Plan wurde verworfen und der Direktor des Marinegeheimdienstes ordnete an, den Proviant im Komplex zu verteilen und die Höhle zu versiegeln. Gerüchte über einen geheimen Komplex, der schließlich „Stay Behind Cave“ genannt wurde, kursierten jahrzehntelang in Gibraltar, bis die Kammern 1997 von der Gibraltar Caving Group entdeckt wurden. Die Echtheit der Stätte wurde 1998 von einem der Erbauer und ein Jahrzehnt später von einem der Ärzte bestätigt, dem letzten noch lebenden Mitglied des Tracer-Teams, der 2010 verstarb.

## Geschichte

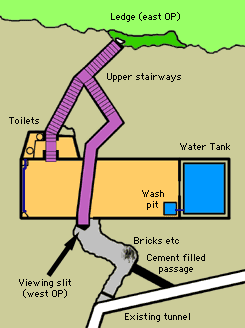
Karte der Höhle

Die Operation Tracer hatte ihren Sitz in Gibraltar, dem britischen Territorium und damaligen Festungsgebiet am südlichen Ende der Iberischen Halbinsel. Die Anlage, die für diese streng geheime Militäroperation im Zweiten Weltkrieg errichtet wurde, befand sich am südlichen Ende des Upper Rock Nature Reserve, in unmittelbarer Nähe von Lord Airey's Battery.
Der Anstoß für Operation Tracer war ein deutscher Plan aus dem Jahr 1940, im Rahmen des Codenamens Operation Felix durch Spanien vorzudringen und Gibraltar einzunehmen. Es war ein Ableger eines größeren Plans namens „Peripheral Strategy“, in dessen Rahmen Deutschland Großbritannien vom Rest des Britischen Empire abschneiden wollte. Der britische Geheimdienst erkannte die Bedrohung, und Operation Tracer war die Folge. Im Sommer 1941 beschloss Konteradmiral John Henry Godfrey (1888–1971), der Direktor der Marinenachrichtendienstabteilung der britischen Admiralität, in Gibraltar einen geheimen Beobachtungsposten einzurichten, der auch dann einsatzbereit bleiben sollte, wenn Gibraltar in Feindeshand fiele. Der Plan war so streng geheim, dass keines der Treffen zur Operation Tracer in Whitehall stattfand. Stattdessen wurden sie in Godfreys Residenz in der Curzon Street 36, Mayfair, Central London, abgehalten.
Von diesem Beobachtungsposten in Gibraltar aus sollten im Inneren einer Höhle eingeschlossene Soldaten heimlich per Funk die Bewegungen feindlicher Schiffe an das Admiralty melden. Britische Offiziere, darunter Commander Geoffrey Birley und der leitende Ingenieur Colonel Fordham, erkundeten den Felsen von Gibraltar und wählten das bestehende Tunnelsystem bei Lord Airey's Shelter als Standort für Operation Tracer aus. Ursprünglich war geplant, Unterkünfte für fünf Männer für die Dauer eines Jahres bereitzustellen einschließlich Lebensmittel, Wasser, sanitären Anlagen und Funkverbindung. Später wurde die Planung auf sechs Männer erweitert. Schließlich wurden sogar Vorräte für sieben Jahre eingelagert. Der Marinegeheimdienst konsultierte mehrere Experten bezüglich Machbarkeit und Anforderungen des Plans.
Ende Dezember 1941 begann der geheime Bau der Anlage. Die Arbeiten wurden unter strengster Geheimhaltung durchgeführt, und die Arbeiter wussten nicht, woran sie tatsächlich arbeiteten. Aus Sorge vor möglichen Informationslecks wurden nach Fertigstellung alle Beteiligten umgehend nach England zurückgeschickt. Der Wohnraum der Männer war ca. 163 m³ groß, mit Abmessungen von ca. 14 m × 4,8 m × 2,4 m auf einer Höhe von 410 m. Die beiden Beobachtungsöffnungen, eine nach Westen zur Bucht von Gibraltar, die andere nach Osten zum Mittelmeer, dienten zur Belüftung. Jede dieser Öffnungen war ursprünglich mit den Maßen 30 × 15 cm geplant. Zudem wurde ein Wassertank mit ca. 45.000 Liter eingebaut. Neben dem kleinen Funkraum befanden sich Toiletten. Der Funkraum war mit einem Mark-3-Sender und einem HRO-Empfänger ausgestattet. Drei 12-Volt-/120-Ampere-Batterien konnten über zwei Generatoren aufgeladen werden, einem fahrradbetriebenen und einem handbetriebenen. Das Fahrrad, das auch die Belüftung antrieb, hatte anstelle einer Kette einen Lederriemen, um Geräusche zu minimieren. Zusätzlich wurde eine Außenantenne empfohlen: Eine 18 Fuß lange (5,5 m) Stabantenne sollte durch die östliche Beobachtungsöffnung gesteckt werden.
Eine Treppe in der Nähe der Hauptkammer, auf Höhe des Funkraums und der Toilettenanlage, führte zum östlichen Beobachtungsposten. Man beschloss, die Antenne nach Gebrauch in einem Rohr zu verbergen, das die Treppe hinunterführte, die zum Hauptraum führte. Ursprünglich waren beide Beobachtungsöffnungen als Schlitze geplant, doch entschied man sich schließlich für eine größere östliche Öffnung über dem Mittelmeer, die einen schmalen Felsvorsprung überblickte und dennoch vollständig verborgen blieb. Öffnung und Felsvorsprung waren groß genug, damit ein Mann auf die Plattform klettern und frische Luft schnappen konnte. Auf halbem Weg die Haupttreppe hinauf führte eine weitere Treppe zum westlichen Beobachtungsposten. Der westliche Schlitz über der Bucht war mit einem Betonkeil verdeckt. Die gesamte Hauptkammer war verputzt und der Boden mit Korkfliesen ausgelegt, um die Geräuschübertragung zu minimieren. Der Zugangstunnel war mit lockerer Erde versehen, um Bestattungen zu erleichtern. Außerdem befanden sich lose Ziegel, um den Tunnelzugang nach der Einschließung der sechs Männer in der Höhle weiter zuzumauern.
Bei einem Treffen im Januar 1942 wurde der Bericht zweier Berater analysiert. Der Bericht enthielt Vorschläge zu Personal, Übungen, Proviant (einschließlich Nahrungsmitteln, Alkohol und Tabak), Belüftung und Hygiene. Für den Fall des Todes eines Teammitglieds wurde empfohlen, dessen sterbliche Überreste einzubalsamieren und zu bestatten. Die Teilnehmer des Treffens beschlossen, dass das Team der Operation Tracer aus sechs Mitgliedern bestehen sollte: einem Offizier als Teamleiter, zwei Ärzten und drei Telegrafisten. Es wurde vorgeschlagen, eine Probe durchzuführen, um die psychologische Eignung der vorgeschlagenen Teammitglieder zu beurteilen. Die Probe sollte in Schottland stattfinden. Bei einem Treffen im darauffolgenden Monat, im Februar 1942, wurde empfohlen, Lieutenant White von der Royal Naval Volunteer Reserve zu interviewen. Es wurde vorgeschlagen, nach der Auswahl des Tracer-Teams ein zweites Team zu organisieren und Beobachtungsposten an anderen Orten wie Aden und Malta in Betracht zu ziehen.

Am 13. April 1942 veröffentlichte Godfrey ein Memo, in dessen viertem Absatz es hieß:
4. Now that TRACER is fairly launched, I should like Cdr. Scott to adopt it and take it over as soon as possible, but he will certainly need help from Fleming and Merrett for some time to come. This again, especially the assembly of the actual stores and the selection of a Signalman is to be treated as a matter of primary importance and a progress report submitted to me on the 24th April.

4. Da TRACER nun vollständig gestartet ist, möchte ich, dass Commander Scott es so schnell wie möglich übernimmt. Er wird jedoch sicherlich noch einige Zeit die Hilfe von Fleming und Merrett benötigen. Dies, insbesondere die Zusammenstellung der Vorräte und die Auswahl eines Signalmanns, ist von höchster Priorität. Ein Fortschrittsbericht wird mir am 24. April vorgelegt.
Edward Merrett war Godfreys Sekretär. Der Schriftsteller Ian Fleming, bekannt aus James Bond, war sein persönlicher Assistent. Beide waren an der Operation Tracer beteiligt.